# Lucicutia longiserrata
Lucicutia longiserrata är en kräftdjursart som först beskrevs av Giesbrecht 1889.  Lucicutia longiserrata ingår i släktet Lucicutia och familjen Lucicutiidae. Inga underarter finns listade i Catalogue of Life.